# Акробатика
Акробатиката (на гръцки: ακροβατω – ходя на пръсти, наперено) представлява удивителни изпълнения на човешки умения за баланс, ловкост и координация. Среща се в сценичните и бойните изкуства, както и в много спортни събития.

## Същност
Акробатиката е често свързвана с използване на гимнастически и циркови елементи. Въпреки че тя обикновено е асоциирана с упражнения, включващи само човешкото тяло, в нея се срещат и такива, които са изпълнявани на различни уреди – като въздушната акробатика примерно.

## История
Акробатиката е срещана в много култури, а най-ранните сведения за нея са отреди хиляди години. Например минойското изкуство от 2000 г. пр.н.е. съдържа изображения на акробатични номера върху гърбове на бикове.
Акробатиката е станала част от китайската култура по време на Династията Танг (203 г. пр.н.е.). Тя е била част от фестивалите за събиране на реколтата в селата. Продължава да бъде част от китайското модерно изкуство.

## Видове
Акробатиката включва следните разновидности:
- акробатични упражнения – вид гимнастически упражнения;
- циркова акробатика – цирков жанр: силова, скокова, въздушна и др.;
- спортна акробатика – вид спорт: индивидуална, по двойки, групова;
- специална акробатика – упражнения за спортна и бойна подготовка.

Видовете акробатика са над 50, най-известни от тях са:
- Акробатичен танц
- Акро баланс
- Акро йога
- Адажио
- Въздушна акробатика
- Пластика
- Глобус на смъртта
- Танц на пилон

Най-добре организирана, включително в международен мащаб, е спортната акробатика. Провеждат се състезания по изпълнение на комплекси от специални физически упражнения (скокови, силови и др.), свързани със запазване на равновесие (балансиране) и завъртане на тялото с опора и без опора. Международната федерация по спортна акробатика (IFSA) е основана през 1973 г. В нея членуват над 30 страни (1993). Световни първенства се провеждат от 1974, а европейски – от 1978 г.